# Giovanni Veneziano
Giovanni Veneziano (Naples, 11 mars 1683 - Naples, le 13 avril 1742) est un compositeur et pédagogue italien.

## Biographie
Fils de Gaetano Veneziano, il étudie la musique avec son père qui est à l'époque premier maître du Conservatoire de Santa Maria di Loreto. Le 26 décembre 1704, il devient second organiste et compositeur auprès de la Chapelle Royale. Mais en 1707, les Autrichiens envahissent Naples et il perd son poste, car, comme son père, il est favorable au régime précédent.
Le 17 janvier 1711, au Teatro dei Fiorentini, il met en scène son premier opéra-bouffe, Lo mbruoglio de li nomme et en 1714, toujours au Fiorentini, la comédie Patrò Tonno d'Isca. En juillet 1716 il est nommé second maître au Conservatoire di Loreto, charge qu'il garde jusqu'à sa mort. En 1735, les Autrichiens sont expulsés de Naples, Charles III de Bourbon devient roi de Naples: Veneziano est alors réintégré à la Chapelle de la Cour. Il est décédé en 1742, laissant son épouse, Teodora Pulzone, et huit fils dans une situation précaire.
Veneziano en son temps est un compositeur sortant de l'ordinaire: il est parmi les premiers musiciens napolitains qui se sont consacrés à la composition d'opéras comiques. Parmi ses élèves, on peut noter Nicola Bonifacio Logroscino et Davide Perez (en).

## Œuvres
- Lo mbroglio de li nomme ou Le Doje pope (opera buffa, livret de Niccolò Corvo (Agasippo Mercotellis), 1711, Naples)
- Patrò Tonno d'Isca (commedia marenesca, livret de Niccolò Corvo (Agasippo Mercotellis), 1714, Naples)
- Lo Pippo (opera buffa, livret de P. Segistro, 1715, Naples)
- Giuseppe Giusto (opera sacra, 1733, Naples)
- Componimento per musica sopra il felice arrivo in Macerata dell'ill.mo monsignore Ignazion Stelluti (componimento per musica, 1736, Macerata)

## Source
- (it) Cet article est partiellement ou en totalité issu de l’article de Wikipédia en italien intitulé « Giovanni Veneziano » (voir la liste des auteurs).